# Klasztor Franciszkanów w Helu
Klasztor Franciszkanów w Helu − dom zakonny męski parafii Bożego Ciała w Helu przy ul. Wiejskiej 46 w Helu. Należy do Prowinicji św. Franciszka z Asyżu Zakonu Braci Mniejszych w Poznaniu.

## Historia
Przed II wojną światową budynek był plebanią Kościoła ewangelickiego w Helu.    
W 1946 roku opiekę nad budynkiem oraz rzymskokatolicką parafią Bożego Ciała w Helu objęli franciszkanie z Prowincji Wniebowzięcia Najświętszej Maryi Panny w Katowicach. Od utworzenia w 1991 roku Prowincji św. Franciszka z Asyżu w Poznaniu, klasztor wraz z parafią i kościołem należy do tejże prowincji. Początkowo stanowił dom filialny konwentu franciszkanów w Wejherowie, obecnie jest odrębną placówką.    
Klasztor przez lata był miejscem wypoczynku duchowieństwa diecezjalnego i zakonnego. Miejscowi franciszkanie pełnili również obowiązki kapelanów garnizonu wojskowego w Helu. 
W klasztorze siedzibę ma kancelaria parafii Bożego Ciała w Helu. Funkcje gwardiana i proboszcza zazwyczaj są połączone.  

## Dąb Franciszek
Przed głównym wejściem do klasztoru, od XVII wieku rośnie dąb, w 1973 roku uznany pomnikiem przyrody. Dąb nosi imię Franciszek od patrona Zakonu Braci Mniejszych, św. Franciszka z Asyżu.
W 2014 roku drzewo zgłoszone zostało do IV edycji Konkursu Drzewo Roku organizowanego przez Klub Gaja.